# Aeroporto di Borgo Mezzanone
L'Aeroporto di Borgo Mezzanone o Aeroporto di Mezzanone o Orta Nova-Borgo Mezzanone (ICAO: LIBO) è un aeroporto italiano che si trova a Borgo Mezzanone frazione di Manfredonia in provincia di Foggia. Attualmente è usato come centro d'accoglienza per i profughi.

## Storia
La struttura è stata usata durante la seconda guerra mondiale dagli statunitensi. Dopo la fine della guerra, passa all'Aeronautica militare dove viene usato in simbiosi con quello di Amendola, come base di addestramento per i velivoli Fiat G.91. Durante la Guerra del Kosovo, Borgo Mezzanone fu usato come base logistica per le operazioni dall'Aeroporto di Amendola.